# Championnats d'Amérique du Sud d'athlétisme 1991
Navigation
Medellín 1989 Lima 1993
Les 36e Championnats d'Amérique du Sud d'athlétisme ont eu lieu à Manaus, au Brésil, du 28 au 30 juin 1991. 

## Résultats

### Hommes
| Épreuve | Or                                                                           | Or               | Argent                                                                        | Argent          | Bronze                                                                        | Bronze          |
| --- | ---------------------------------------------------------------------------- | ---------------- | ----------------------------------------------------------------------------- | --------------- | ----------------------------------------------------------------------------- | --------------- |
| 100 m (Vent : +0,7 m/s) | Robson da Silva Brésil                                                       | 10 s 18 CR       | Arnaldo da Silva Brésil                                                       | 10 s 39         | Carlos Bernardo Moreno Chili                                                  | 10 s 44         |
| 200 m (Vent : +0,5 m/s) | Robson da Silva Brésil                                                       | 20 s 79          | Marcelo da Silva Brésil                                                       | 20 s 94         | Jesús Malavé Venezuela                                                        | 21 s 18         |
| 400 m | Carlos Morales Chili                                                         | 46 s 55          | Carlos Bortolotto Brésil                                                      | 46 s 90         | Henry Aguiar Venezuela                                                        | 47 s 02         |
| 800 m | Flavio Godoy Brésil                                                          | 1 min 47 s 94    | Luís José Gonçalves Brésil                                                    | 1 min 48 s 16   | Pablo Squella Chili                                                           | 1 min 48 s 21   |
| 1 500 m | Edgar de Oliveira Brésil                                                     | 3 min 42 s 41    | Luís José Gonçalves Brésil                                                    | 3 min 42 s 48   | Carlos Naput Argentine                                                        | 3 min 50 s 09   |
| 5 000 m | Valdenor dos Santos Brésil                                                   | 14 min 9 s 03    | Otoniel dos Santos Brésil                                                     | 14 min 13 s 35  | Eduardo Navas Venezuela                                                       | 14 min 16 s 06  |
| 10 000 m | Valdenor dos Santos Brésil                                                   | 29 min 25 s 2    | Juan José Castillo Pérou                                                      | 29 min 37 s 4   | Roberto Punina Équateur                                                       | 30 min 0 s 4    |
| Marathon | Joseildo Rocha Brésil                                                        | 2 h 33 min 22 s  | Luis Nempo Chili                                                              | 2 h 39 min 57 s | Doval da Silva Brésil                                                         | 2 h 41 min 38 s |
| 3 000 m steeple | Adauto Domingues Brésil                                                      | 8 min 36 s 21 CR | Wander Moura Brésil                                                           | 8 min 49 s 11   | Oscar Amaya Argentine                                                         | 8 min 52 s 08   |
| 110 m haies (Vent : -1,1 m/s) | Joilto Bonfim Brésil                                                         | 14 s 11          | Elvis Cedeño Venezuela                                                        | 14 s 23         | Eliexer Pulgar Venezuela                                                      | 14 s 38         |
| 400 m haies | Eronilde de Araújo Brésil                                                    | 49 s 65 CR       | Antonio Smith Venezuela                                                       | 50 s 14         | Luis Bello Venezuela                                                          | 50 s 73         |
| Saut en hauteur | Gilmar Mayo Colombie                                                         | 2,20 m CR        | Fernando Moreno Argentine                                                     | 2,17 m          | Jorge Archanjo Brésil                                                         | 2,11 m          |
| Saut à la perche | Cristián Aspillaga Chili                                                     | 5,00 m           | Konstantín Zagustín Venezuela                                                 | 5,00 m          | Thomas Riether Chili                                                          | 4,80 m          |
| Saut en longueur | Paulo de Oliveira Brésil                                                     | 7,83 m           | Gelson Vaqueiro Brésil                                                        | 7,46 m          | Jimmy Ávila Panama                                                            | 7,40 m          |
| Triple saut | Anísio Silva Brésil                                                          | 16,15 m          | Sergio Saavedra Venezuela                                                     | 15,98 m         | Ednilson de Miranda Brésil                                                    | 15,74 m         |
| Lancer du poids | Gert Weil Chili                                                              | 18,37 m          | Adilson Oliveira Brésil                                                       | 18,08 m         | Yojer Medina Venezuela                                                        | 16,35 m         |
| Lancer du disque | João dos Santos Brésil                                                       | 58,08 m CR       | Marcelo Pugliese Argentine                                                    | 53,08 m         | Jair Teutonio Brésil                                                          | 51,62 m         |
| Lancer du marteau | Adrián Marzo Argentine                                                       | 65,12 m          | Andrés Charadia Argentine                                                     | 62,88 m         | Pedro Rivail Atílio Brésil                                                    | 61,32 m         |
| Lancer du javelot | Luis Lucumí Colombie                                                         | 74,42 m          | Rodrigo Zelaya Chili                                                          | 73,88 m         | Gustavo Wielandt Chili                                                        | 68,64 m         |
| Décathlon | José de Assis Brésil                                                         | 7 227 pts        | Marco Antônio Brito Brésil                                                    | 6 189 pts       | Giovanny Gudino Équateur                                                      | 4 617 pts       |
| 20 km marche | Sérgio Galdino Brésil                                                        | 1 h 26 min 26 s  | Querubín Moreno Colombie                                                      | 1 h 28 min 56 s | Orlando Díaz Colombie                                                         | 1 h 30 min 22 s |
| 4 × 100 m | Brésil Joilto Bonfim Arnaldo da Silva Robson da Silva Reginaldo Aguiar       | 39 s 90          | Chili Carlos Morales Carlos Bernardo Moreno Hector Fernandez Roberto Marshall | 40 s 61         | Argentine Claudio Molocznik Guillermo Cacian José Maria Beduino Claudio Arcas | 41 s 22         |
| 4 × 400 m | Brésil Carlos Bortolotto Jorge Costa Geraldo Maranhão Edielson Rocha Tenório | 3 min 5 s 60 CR  | Venezuela Antonio Smith Henry Aguiar Jose Moises Zambrano Luis Bello          | 3 min 8 s 39    | Argentine Claudio Arcas José Maria Beduino Guillermo Cacian Claudio Molocznik | 3 min 11 s 10   |
| Records et Performances - AR : Record continental (area record) - CR : Record des championnats (championship record) - MR : Record du meeting (meet record) - NR : Record national (national record) - OR : Record olympique (olympic record) - PR : Record paralympique (paralympic record) - PB : Record personnel (personal best) - SB : Meilleure performance personnelle de la saison (season's best) - WL : Meilleure performance mondiale de l'année (world leader) - WJR : Record du monde junior (world junior record) - WR : Record du monde (world record) Circonstances et Conditions - DNF : N'a pas terminé (did not finish) - DNS : N'a pas pris le départ (did not start) - DQ : Disqualification (disqualification) - NM : Aucun essai valable enregistré (No Mark) - Q : Qualifié « directement » au prochain tour (ou à la prochaine compétition), lors d'une compétition majeure, grâce au classement ou à la réalisation des minima (automatic qualifier) - q : Qualifié au prochain tour (ou à la prochaine compétition), lors d'une compétition majeure, grâce au repêchage ou à la réalisation de l'une des meilleures performances parmi celles des « non qualifiés directement » (grâce au meilleur temps ou à la meilleure distance par exemple) (secondary qualifier) |                                                                              |                  |                                                                               |                 |                                                                               |                 |

### Femmes
| Épreuve | Or                                                                               | Or                | Argent                                                                 | Argent         | Bronze                                                                  | Bronze         |
| --- | -------------------------------------------------------------------------------- | ----------------- | ---------------------------------------------------------------------- | -------------- | ----------------------------------------------------------------------- | -------------- |
| 100 m (Vent : -1,1 m/s) | Claudete Alves Pina Brésil                                                       | 11 s 84           | Berenice Ferreira Brésil                                               | 11 s 93        | Alejandra Quiñones Colombie                                             | 11 s 96        |
| 200 m (Vent : +0,1 m/s) | Ximena Restrepo Colombie                                                         | 23 s 21 CR        | Claudete Alves Pina Brésil                                             | 23 s 37        | Eliane de Souza Brésil                                                  | 23 s 92        |
| 400 m | Maria Figueirêdo Brésil                                                          | 51 s 56 CR        | Eliane de Souza Brésil                                                 | 53 s 76        | Ángela Mancilla Colombie                                                | 54 s 11        |
| 800 m | Maria Figueirêdo Brésil                                                          | 2 min 00 s 45 CR  | Luciana Mendes Brésil                                                  | 2 min 04 s 44  | Amparo Alba Colombie                                                    | 2 min 07 s 60  |
| 1 500 m | Rita de Jesus Brésil                                                             | 4 min 19 s 18 CR  | Célia dos Santos Brésil                                                | 4 min 21 s 64  | Amparo Alba Colombie                                                    | 4 min 29 s 48  |
| 3 000 m | Carmen de Oliveira Brésil                                                        | 9 min 17 s 50 CR  | Rita de Jesus Brésil                                                   | 9 min 24 s 44  | Ruth Jaime Pérou                                                        | 9 min 39 s 04  |
| 10 000 m | Carmen de Oliveira Brésil                                                        | 33 min 27 s 85 CR | Solange de Souza Brésil                                                | 34 min 00 s 90 | Sandra Ruales Équateur                                                  | 34 min 57 s 00 |
| 100 m haies (Vent : -1,8 m/s) | Carmen Bezanilla Chili                                                           | 13 s 73           | Arlene Phillips Venezuela                                              | 13 s 85 NR     | Anabella von Kesselstatt Argentine                                      | 14 s 20        |
| 400 m haies | Liliana Chalá Équateur                                                           | 57 s 16 CR        | Maribelsy Peña Colombie                                                | 57 s 23        | Arlene Phillips Venezuela                                               | 58 s 42 NR     |
| Saut en hauteur | Orlane dos Santos Brésil                                                         | 1,89 m CR         | Mônica Lunkmoss Brésil                                                 | 1,81 m         | Leonor Carter Chili                                                     | 1,75 m         |
| Saut en longueur | Rita Slompo Brésil                                                               | 5,94 m            | Luciana dos Santos Brésil                                              | 5,78 m         | Ingrid Meilicke Paraguay                                                | 5,51 m         |
| Lancer du poids | María Isabel Urrutia Colombie                                                    | 16,34 m CR        | Elisângela Adriano Brésil                                              | 16,04 m        | Alexandra Amaro Brésil                                                  | 14,95 m        |
| Lancer du disque | María Isabel Urrutia Colombie                                                    | 51,70 m CR        | Fátima Germano Brésil                                                  | 49,74 m        | Rosana Piovesan Brésil                                                  | 47,80 m        |
| Lancer du javelot | Marieta Riera Venezuela                                                          | 57,40 m CR, NR    | Sueli dos Santos Brésil                                                | 56,64 m        | Mônica Rocha Brésil                                                     | 50,26 m        |
| Heptathlon | Zorobabelia Córdoba Colombie                                                     | 5 564 pts         | Conceição Geremias Brésil                                              | 5 277 pts      | Ana Lúcia Silva Brésil                                                  | 4 837 pts      |
| 10 000 m marche | Gloria Moreno Chili                                                              | 52 min 40 s 5     | Bertha Vera Équateur                                                   | 52 min 53 s 2  | Ivana Henn Brésil                                                       | 53 min 38 s 1  |
| 4 × 100 m | Brésil Rita Gomes Berenice Ferreira Cleide Amaral Eliane Silva de Sousa          | 44 s 87           | Colombie Ximena Restrepo Maria Quinones Manuela Mena Angela Mancilla   | 45 s 00        | Argentine Daniela Laura Lebreo Olga Conte Virginia Lebreo Denise Sharpe | 46 s 14        |
| 4 × 400 m | Brésil Maria Magnolia Figueiredo Jupira da Graca Janice Vera Cruz Luciana Mendes | 3 min 32 s 59 CR  | Colombie Ximena Restrepo Maria Quinones Maribelcy Pena Angela Mancilla | 3 min 36 s 56  | Uruguay Ines Justet Soledad Acerenza Laura Abel Claudia Acerenza        | 3 min 40 s 19  |
| Records et Performances - AR : Record continental (area record) - CR : Record des championnats (championship record) - MR : Record du meeting (meet record) - NR : Record national (national record) - OR : Record olympique (olympic record) - PR : Record paralympique (paralympic record) - PB : Record personnel (personal best) - SB : Meilleure performance personnelle de la saison (season's best) - WL : Meilleure performance mondiale de l'année (world leader) - WJR : Record du monde junior (world junior record) - WR : Record du monde (world record) Circonstances et Conditions - DNF : N'a pas terminé (did not finish) - DNS : N'a pas pris le départ (did not start) - DQ : Disqualification (disqualification) - NM : Aucun essai valable enregistré (No Mark) - Q : Qualifié « directement » au prochain tour (ou à la prochaine compétition), lors d'une compétition majeure, grâce au classement ou à la réalisation des minima (automatic qualifier) - q : Qualifié au prochain tour (ou à la prochaine compétition), lors d'une compétition majeure, grâce au repêchage ou à la réalisation de l'une des meilleures performances parmi celles des « non qualifiés directement » (grâce au meilleur temps ou à la meilleure distance par exemple) (secondary qualifier) |                                                                                  |                   |                                                                        |                |                                                                         |                |

## Tableau des médailles
| Rang | Nation    | Or | Argent | Bronze | Total |
| ---- | --------- | -- | ------ | ------ | ----- |
| 1    | Brésil    | 27 | 23     | 11     | 61    |
| 2    | Colombie  | 6  | 4      | 5      | 15    |
| 3    | Chili     | 5  | 3      | 5      | 13    |
| 4    | Venezuela | 1  | 6      | 7      | 14    |
| 5    | Argentine | 1  | 3      | 6      | 10    |
| 6    | Équateur  | 1  | 1      | 3      | 5     |
| 7    | Pérou     | 0  | 1      | 1      | 2     |
| 8    | Paraguay  | 0  | 0      | 1      | 1     |
| 8    | Uruguay   | 0  | 0      | 1      | 1     |
| 8    | Panama    | 0  | 0      | 1      | 1     |